# Campionato europeo maschile di calcio 2004
Il campionato europeo di calcio 2004 (in portoghese: Campeonato da Europa de Futebol de 2004) o UEFA EURO 2004, noto anche come Portogallo 2004, è stata la dodicesima edizione dell'omonimo torneo, organizzato ogni quattro anni dall'UEFA.
Si svolse in Portogallo dal 12 giugno al 4 luglio 2004 e vide la prima vittoria della Grecia.

## Antefatti
L'assegnazione del torneo allo stato lusitano avvenne il 12 ottobre 1999, dopo un congresso dell'UEFA tenutosi ad Aquisgrana: Spagna, Austria e Ungheria — queste ultime due in forma congiunta — avevano a loro volta proposto la candidatura.
Inizialmente ritenuta un'occasione per sperimentare una fase finale allargata a 24 compagini, la rassegna non subì tuttavia mutamenti circa il numero di partecipanti.

## Qualificazioni
Il sorteggio per la composizione dei gruppi eliminatori ebbe luogo a Porto il 25 gennaio 2002, con la fase preliminare svoltasi dal settembre 2002 al novembre 2003: al Portogallo ammesso d'ufficio in quanto nazione ospitante si aggiunsero le 10 vincitrici dei gironi, con le restanti 5 squadre individuate da spareggi tra le seconde classificate.
A livello regolamentare da segnalare la presenza del silver goal, introdotto ufficialmente dalla FIFA nella primavera 2003.

## Squadre partecipanti
| Pr. | Squadra     | Data di qualificazione certa | Partecipante in quanto                                         | Partecipazioni precedenti al torneo                |
| --- | ----------- | ---------------------------- | -------------------------------------------------------------- | -------------------------------------------------- |
| 1   | Portogallo  | 12 ottobre 1999              | Rappresentativa della nazione organizzatrice della fase finale | 3 (1984, 1996, 2000)                               |
| 2   | Francia     | 10 settembre 2003            | 1ª classificata nel Gruppo 1 di qualificazione                 | 5 (1960, 1984, 1992, 1996, 2000)                   |
| 3   | Rep. Ceca   | 10 settembre 2003            | 1ª classificata nel Gruppo 3 di qualificazione                 | 5 (1960, 1976, 1980, 1996, 2000)                   |
| 4   | Svezia      | 10 settembre 2003            | 1ª classificata nel Gruppo 4 di qualificazione                 | 2 (1992, 2000)                                     |
| 5   | Bulgaria    | 10 settembre 2003            | 1ª classificata nel Gruppo 8 di qualificazione                 | 1 (1996)                                           |
| 6   | Danimarca   | 11 ottobre 2003              | 1ª classificata nel Gruppo 2 di qualificazione                 | 6 (1964, 1984, 1988, 1992, 1996, 2000)             |
| 7   | Germania    | 11 ottobre 2003              | 1ª classificata nel Gruppo 5 di qualificazione                 | 8 (1972, 1976, 1980, 1984, 1988, 1992, 1996, 2000) |
| 8   | Grecia      | 11 ottobre 2003              | 1ª classificata nel Gruppo 6 di qualificazione                 | 1 (1980)                                           |
| 9   | Inghilterra | 11 ottobre 2003              | 1ª classificata nel Gruppo 7 di qualificazione                 | 6 (1968, 1980, 1988, 1992, 1996, 2000)             |
| 10  | Italia      | 11 ottobre 2003              | 1ª classificata nel Gruppo 9 di qualificazione                 | 5 (1968, 1980, 1988, 1996, 2000)                   |
| 11  | Svizzera    | 11 ottobre 2003              | 1ª classificata nel Gruppo 10 di qualificazione                | 1 (1996)                                           |
| 12  | Croazia     | 19 novembre 2003             | Vincitrice dello spareggio di qualificazione                   | 1 (1996)                                           |
| 13  | Lettonia    | 19 novembre 2003             | Vincitrice dello spareggio di qualificazione                   | -                                                  |
| 14  | Paesi Bassi | 19 novembre 2003             | Vincitrice dello spareggio di qualificazione                   | 6 (1976, 1980, 1988, 1992, 1996, 2000)             |
| 15  | Spagna      | 19 novembre 2003             | Vincitrice dello spareggio di qualificazione                   | 6 (1964, 1980, 1984, 1988, 1996, 2000)             |
| 16  | Russia      | 19 novembre 2003             | Vincitrice dello spareggio di qualificazione                   | 7 (1960, 1964, 1968, 1972, 1988, 1992, 1996)       |

Nota bene: nella sezione "partecipazioni precedenti al torneo" le date in grassetto indicano che la nazione ha vinto quella edizione del torneo, mentre le date in corsivo indicano l'edizione ospitata da una determinata squadra.

## Sorteggi
Le 16 formazioni vennero suddivise in fasce per il sorteggio della fase finale:
| Urna A                              | Urna B                             | Urna C                               | Urna D                            |
| ----------------------------------- | ---------------------------------- | ------------------------------------ | --------------------------------- |
| Portogallo Francia Svezia Rep. Ceca | Italia Spagna Inghilterra Germania | Paesi Bassi Croazia Danimarca Russia | Bulgaria Svizzera Grecia Lettonia |

L'estrazione si svolse a Lisbona il 29 novembre 2003:
| Gruppo A                        | Gruppo B                             | Gruppo C                         | Gruppo D                                |
| ------------------------------- | ------------------------------------ | -------------------------------- | --------------------------------------- |
| Portogallo Spagna Russia Grecia | Francia Inghilterra Croazia Svizzera | Svezia Italia Danimarca Bulgaria | Rep. Ceca Germania Paesi Bassi Lettonia |

Per la terza edizione consecutiva, venne confermata la formula inaugurata nel 1996 con 4 gironi all'italiana ed eventuali tempi supplementari o tiri di rigore per dirimere situazioni di parità durante le gare a eliminazione diretta.

## Stadi
| Lisbona                     | Lisbona | Porto | Porto                        |
| --------------------------- | --- | --- | ---------------------------- |
| Estádio da Luz              | Estádio José Alvalade                                                                                           | Estádio do Dragão                                                                                               | Estádio do Bessa Século XXI  |
| Capienza: 65647             | Capienza: 50095                                                                                                 | Capienza: 50033                                                                                                 | Capienza: 28263              |
| Estádio da Luz              | Jose-Alvalade-Stadion                                                                                           | Estádio do Dragão                                                                                               | Estádio do Bessa Século XXI  |
| Aveiro                      | Lisbona Porto Aveiro Coimbra Braga Guimarães Faro LeiriaCampionato europeo maschile di calcio 2004 (Portogallo) | Lisbona Porto Aveiro Coimbra Braga Guimarães Faro LeiriaCampionato europeo maschile di calcio 2004 (Portogallo) | Coimbra                      |
| Estádio Municipal de Aveiro | Lisbona Porto Aveiro Coimbra Braga Guimarães Faro LeiriaCampionato europeo maschile di calcio 2004 (Portogallo) | Lisbona Porto Aveiro Coimbra Braga Guimarães Faro LeiriaCampionato europeo maschile di calcio 2004 (Portogallo) | Estádio Cidade de Coimbra    |
| Capienza: 32830             | Lisbona Porto Aveiro Coimbra Braga Guimarães Faro LeiriaCampionato europeo maschile di calcio 2004 (Portogallo) | Lisbona Porto Aveiro Coimbra Braga Guimarães Faro LeiriaCampionato europeo maschile di calcio 2004 (Portogallo) | Capienza: 29622              |
| Estádio Municipal de Aveiro | Lisbona Porto Aveiro Coimbra Braga Guimarães Faro LeiriaCampionato europeo maschile di calcio 2004 (Portogallo) | Lisbona Porto Aveiro Coimbra Braga Guimarães Faro LeiriaCampionato europeo maschile di calcio 2004 (Portogallo) | Estádio Cidade de Coimbra    |
| Braga                       | Guimarães | Faro | Leiria                       |
| Estádio Municipal de Braga  | Estádio D. Afonso Henriques                                                                                     | Estádio Algarve                                                                                                 | Estádio Dr. Magalhães Pessoa |
| Capienza: 30286             | Capienza: 30000                                                                                                 | Capienza: 30305'                                                                                                | Capienza: 28642              |
| Estádio Municipal de Braga  | Estádio Municipal de Guimarães                                                                                  | Estádio do Algarve                                                                                              | Estádio Dr. Magalhães Pessoa |

## Convocazioni
Ciascuna rosa fu composta di 23 calciatori, di cui 3 portieri.

## Riassunto del torneo

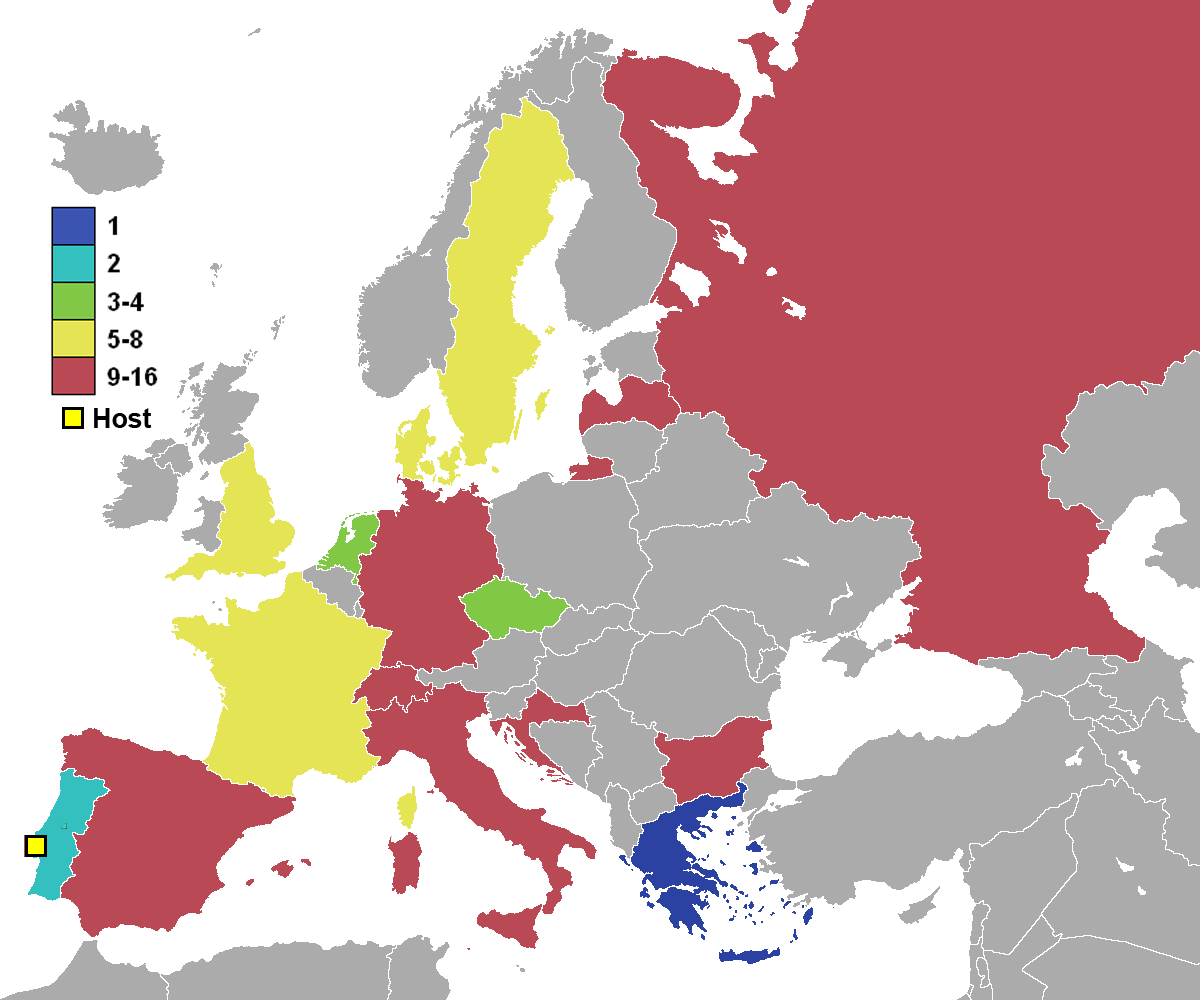
Piazzamenti delle nazionali

### Fase a gironi

#### Gruppo A

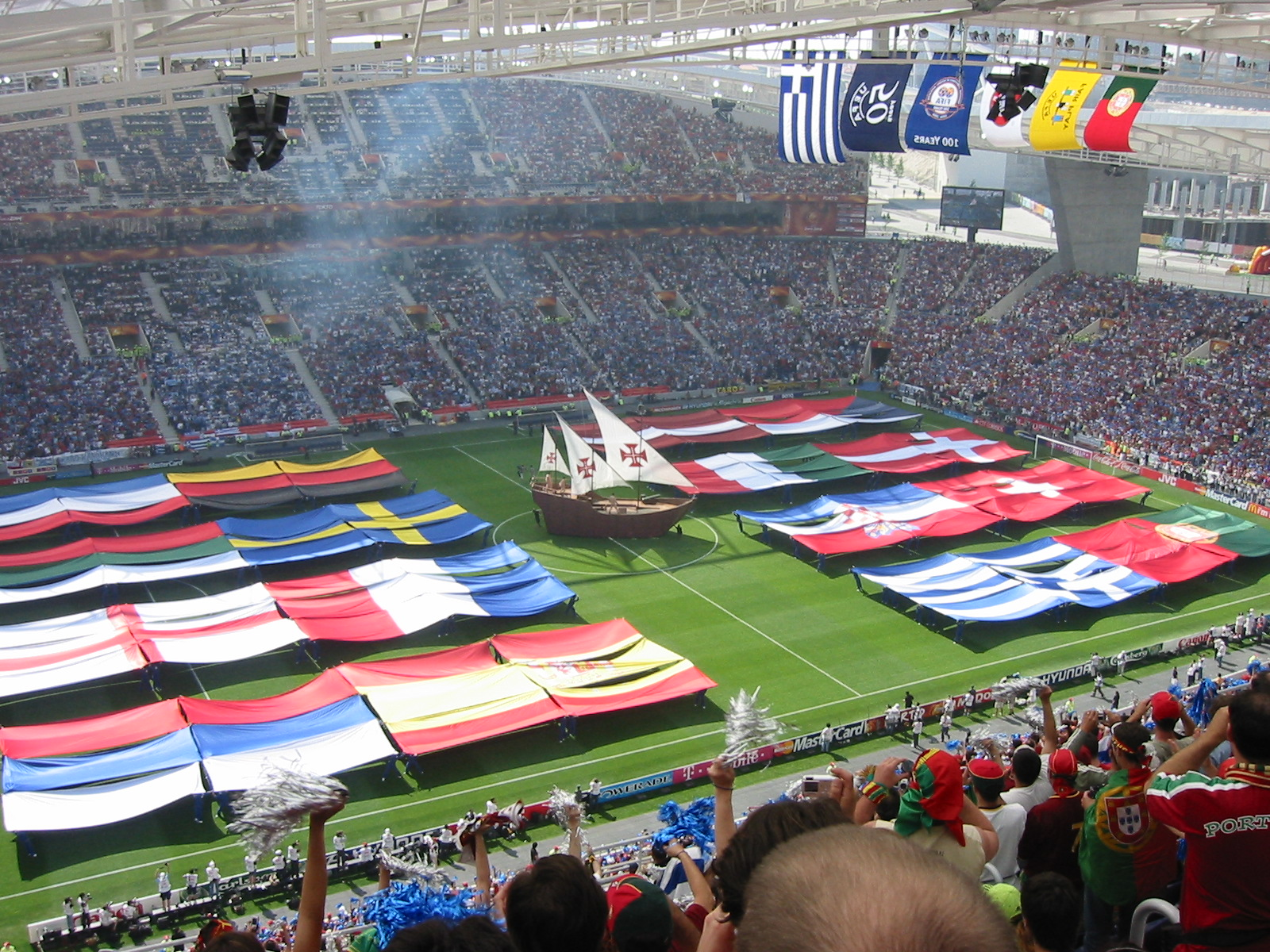
La cerimonia d'apertura di Euro 2004 all'Estádio do Dragão di Porto

Il girone A è composto dal Portogallo, dalla Grecia, dalla Spagna e dalla Russia.
La partita inaugurale del girone e del torneo è Portogallo-Grecia e si tiene il 12 giugno 2004. A vincere fu sorprendentemente la Grecia per 1-2 grazie ai gol di Karagkounīs e Basinas, mentre il Portogallo accorciò le distanze con Ronaldo. Nella stessa giornata la Spagna batte di misura la Russia grazie alla rete di Valerón nella ripresa.

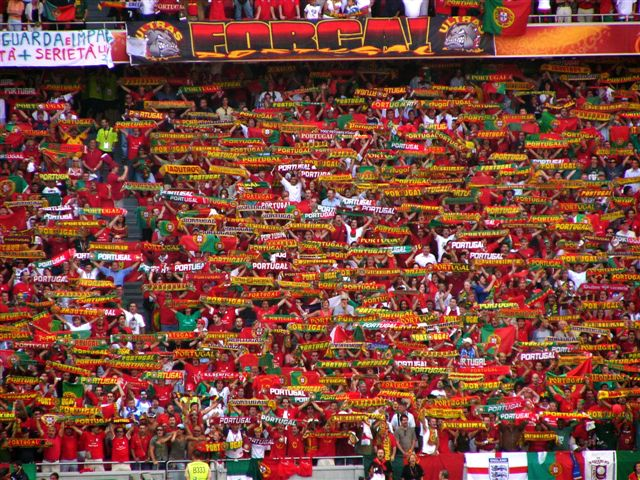
Tifosi portoghesi allo stadio

Nella seconda giornata Spagna e Grecia pareggiano 1-1: al gol di Morientes risponde Charisteas mentre il Portogallo batte la Russia 2-0 con i gol di Maniche e Rui Costa.
Nell'ultima e decisiva giornata per il passaggio del turno il Portogallo batte la Spagna 1-0 vincendo il girone mentre la Grecia esce sconfitta dalla partita contro la Russia. Gli ellenici passano il turno per il maggior numero di gol segnati nei confronti della Spagna.

#### Gruppo B

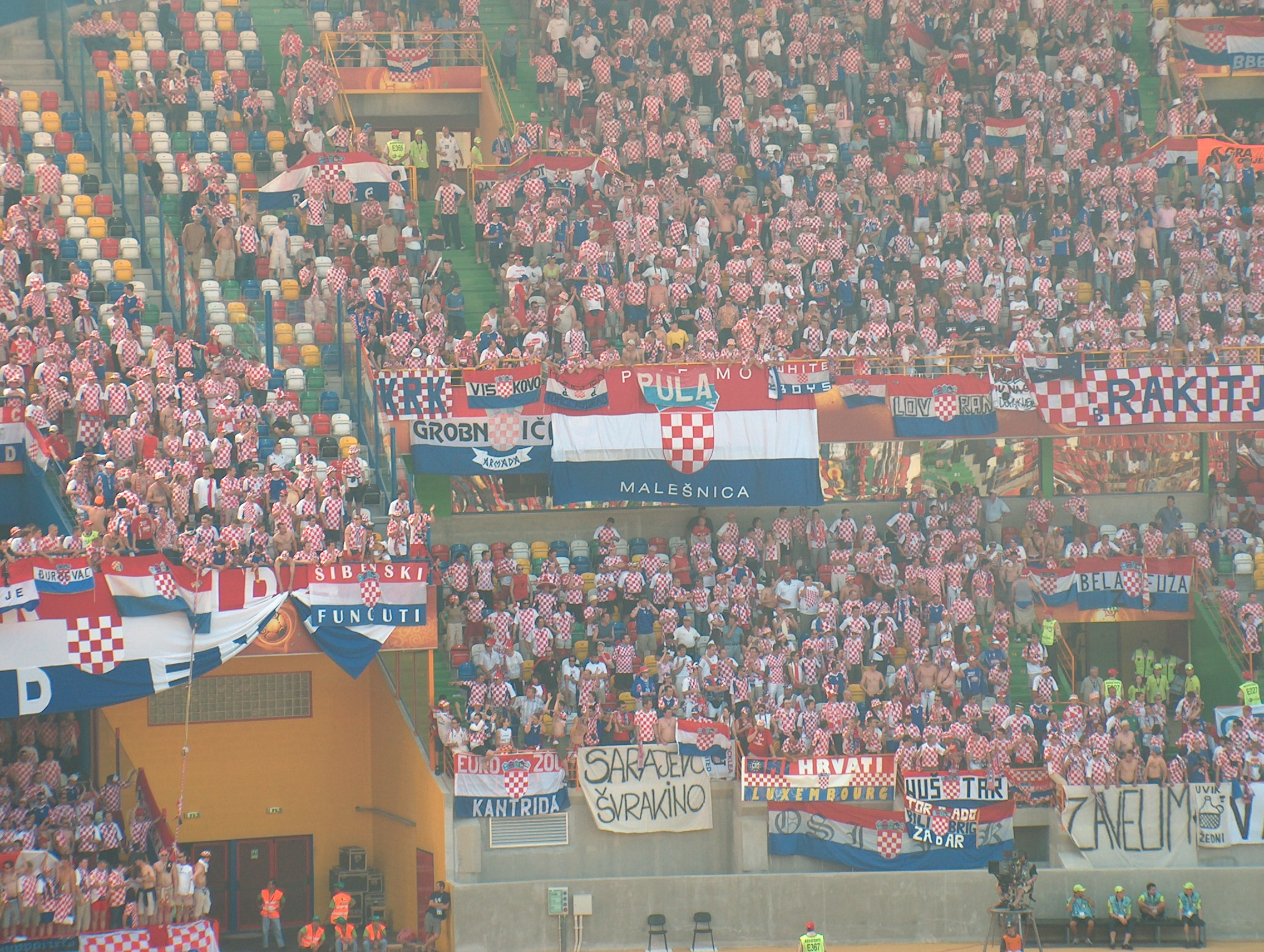
Tifosi croati allo stadio durante la prima partita della fase a giorni contro la Svizzera

Il Gruppo B, denominato «girone di ferro» comprendeva la Svizzera, la Croazia, la Francia e l'Inghilterra.
Nella prima giornata Svizzera e Croazia pareggiano a reti bianche, mentre più esaltante fu la sfida tra l'Inghilterra e la Francia vinta da quest'ultima in rimonta 2-1 grazie alla doppietta di Zidane nei minuti di recupero del secondo tempo.
Nella seconda giornata gli inglesi battono con un sonoro 3-0 la Svizzera con la doppietta di Rooney e una rete di Gerrard, mentre Croazia e Francia si dividono la posta in palio pareggiando 2-2.
All'ultima giornata la Francia ottiene il primo posto nel girone battendo 3-1 la Svizzera, gol di Zidane e doppietta di Henry, mentre si classifica seconda l'Inghilterra che batte 4-2 la Croazia grazie ad un'altra doppietta di Rooney.

#### Gruppo C
Il girone C include la Danimarca, l’Italia, la Svezia e la Bulgaria.
Nella prima giornata, la partita tra Danimarca e Italia finisce a reti inviolate, mentre la Svezia travolge la Bulgaria 5-0.
Nella seconda giornata la Bulgaria contro la Danimarca consegue la seconda sconfitta di fila e viene eliminata dalla competizione con un turno di anticipo; l'Italia pareggia invece 1-1 contro la Svezia: dopo essere passata in vantaggio con Cassano nel primo tempo subisce la rete del pareggio di Ibrahimović a pochi minuti dal fischio finale.

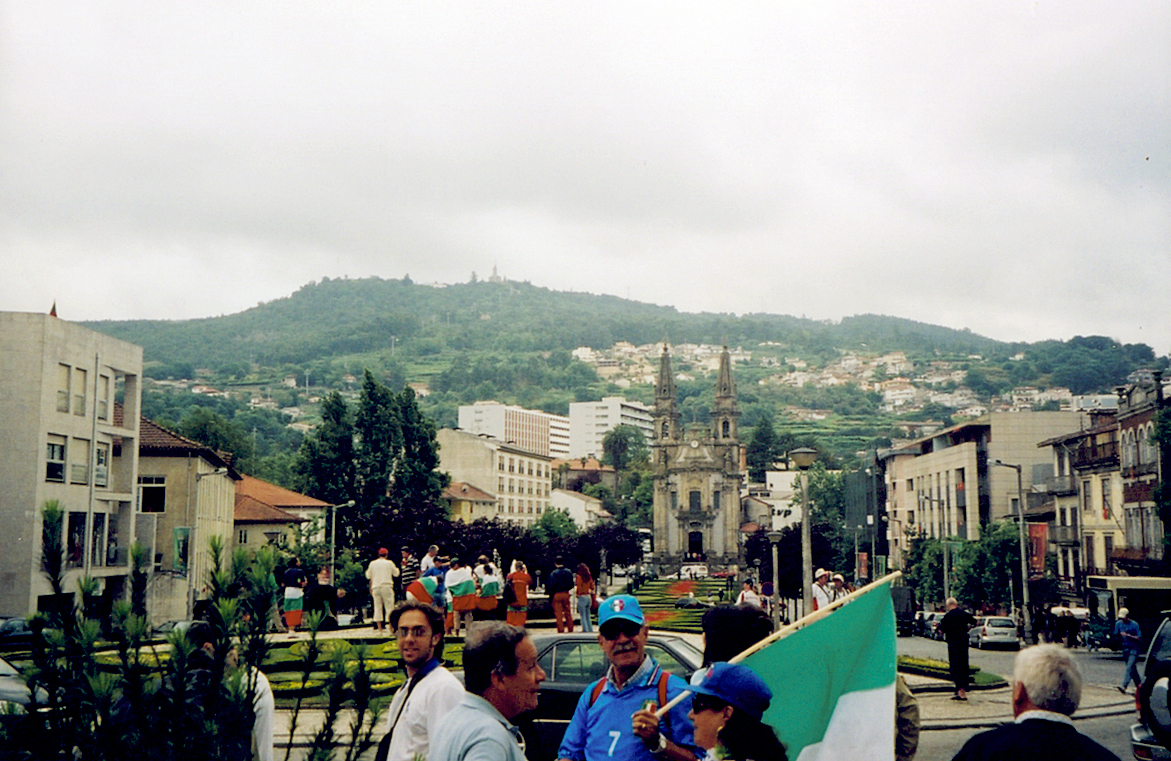
Tifosi italiani e bulgari fuori dall'Estadio D. Afonso Henriques di Guimarães.

All'ultima giornata gli Azzurri, che possono ancora sperare nella qualificazione alla fase finale, ottengono una vittoria contro la Bulgaria con gol di Cassano al quarto minuto di recupero del secondo tempo. Ma nell'altra partita del girone Danimarca e Svezia pareggiano 2-2, vanificando le speranze degli italiani: passano il turno a scapito dell'Italia che, nonostante la vittoria in extremis, è costretta ad abbandonare la competizione.

#### Gruppo D
Il gruppo D comprende la Rep. Ceca, la Lettonia, la Germania e i Paesi Bassi.

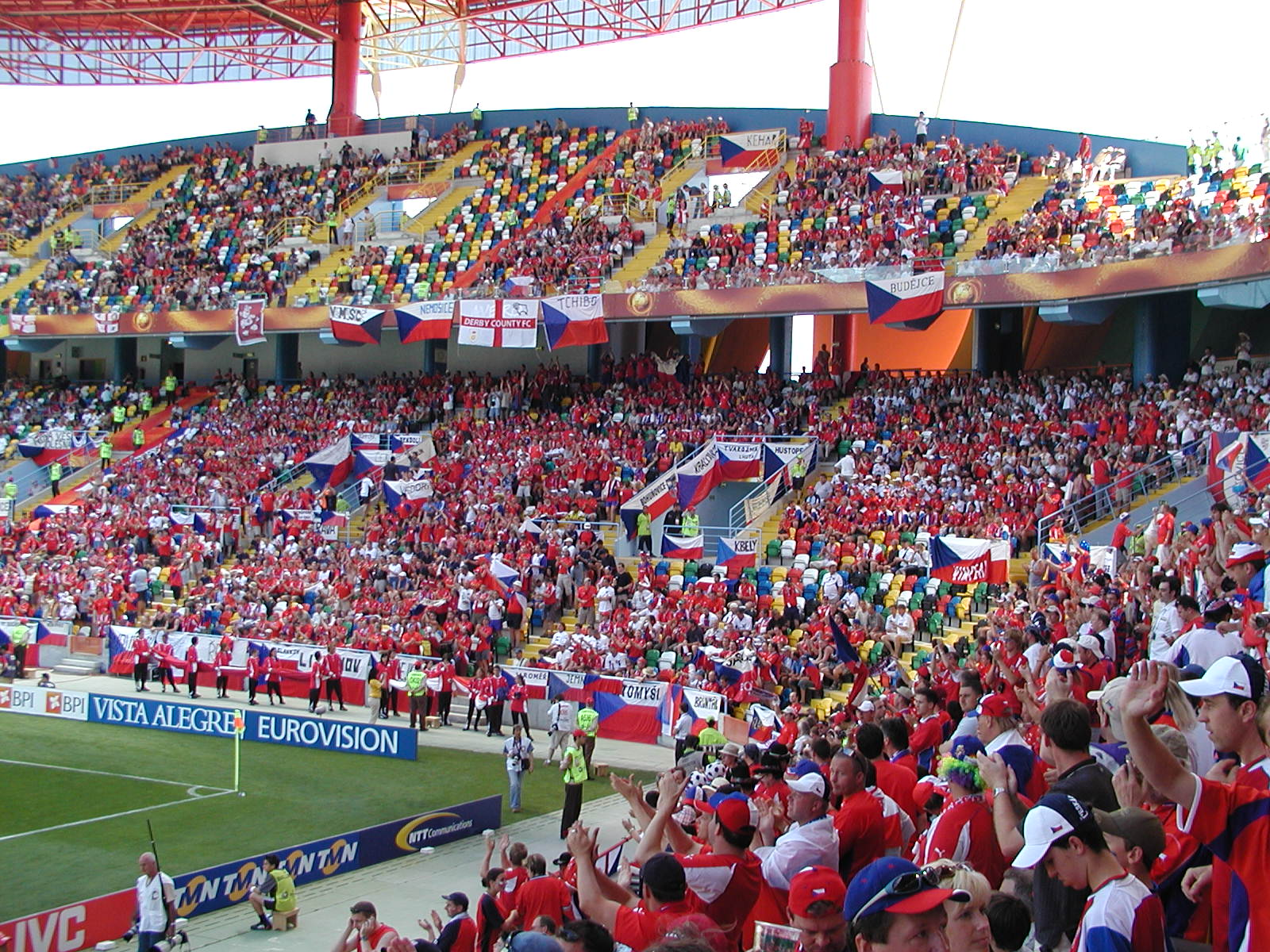
Tifosi cechi allo stadio

Nella prima giornata la Repubblica Ceca batte in rimonta 2-1 la Lettonia con i gol di Baroš e Heinz. Germania e Paesi Bassi pareggiano 1-1 con il gol nel primo tempo di Frings e quello nel secondo di van Nistelrooy.

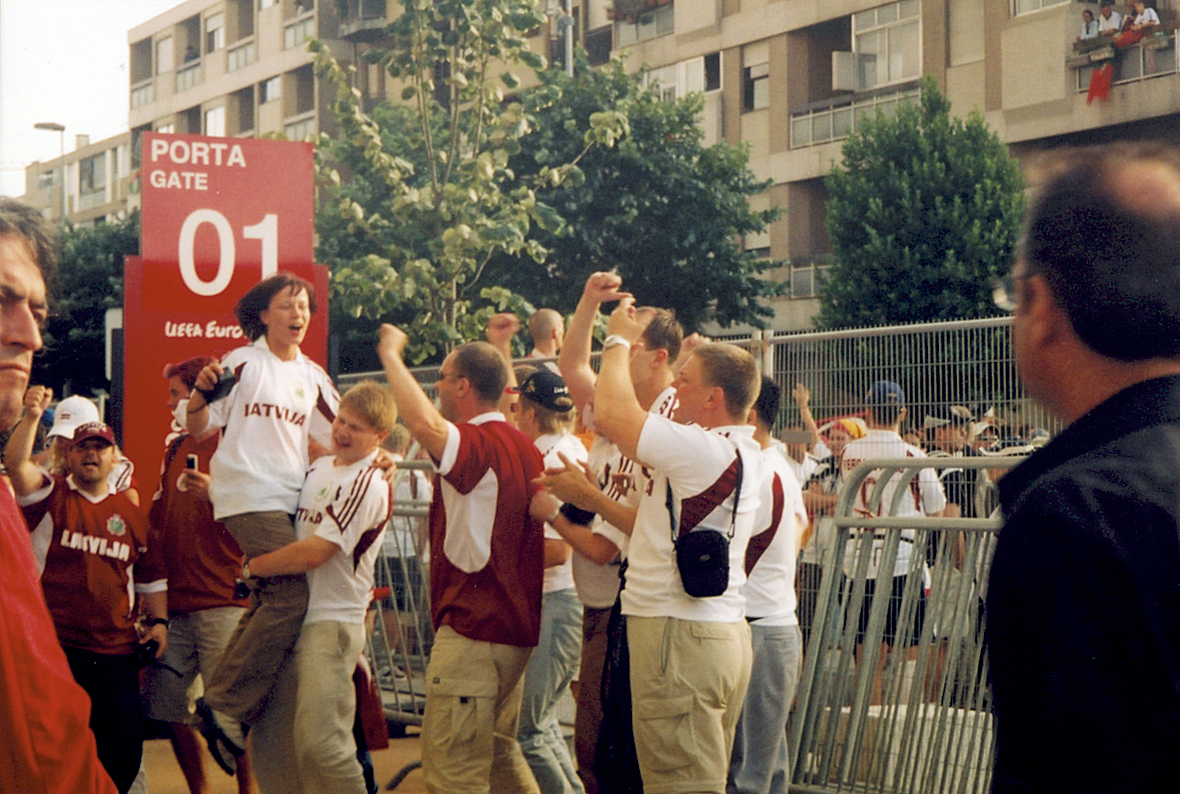
Tifosi della Lettonia fuori dallo stadio

Nella seconda giornata si assiste all'inaspettato pareggio a reti bianche tra la Germania e la Lettonia e al passaggio del turno della Repubblica Ceca grazie alla vittoria 3-2 in rimonta sui Paesi Bassi grazie al gol di Koller nel primo tempo e quelli Baroš e Šmicer nel secondo.

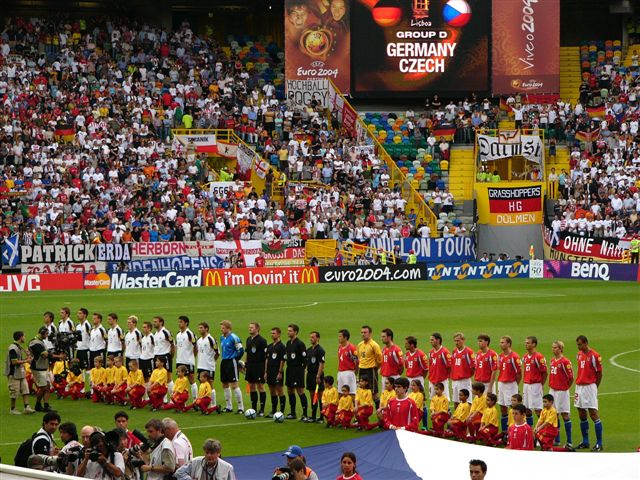
Le formazioni di Germania e Repubblica Ceca prima dell'incontro nello Stadio José Alvalade di Lisbona

All'ultima giornata i Paesi Bassi ipotecano la qualificazione battendo 3-0 la Lettonia, mentre la Repubblica Ceca termina il girone a punteggio pieno battendo 2-1 in rimonta anche la Germania, eliminandola precocemente dalla competizione.

### Fase a eliminazione diretta

#### Quarti di finale
Le partite dei quarti di finale sono Portogallo-Inghilterra, Francia-Grecia, Svezia-Paesi Bassi e Rep. Ceca-Danimarca.
La fase ad eliminazione diretta conobbe il primo appuntamento il 24 giugno 2004, con la sfida tra Portogallo e Inghilterra risoltasi dal dischetto: dopo il 2-2 dei tempi supplementari con reti di Owen e Hélder Postiga prima e Rui Costa e Lampard poi, l'estremo difensore Ricardo Pereira neutralizzò il tiro di Vassell a mani nude (in quanto spogliatosi dei guanti durante la serie finale) realizzando in seguito il penalty decisivo.
A destituire la Francia del titolo europeo conquistato nel 2000 fu la Grecia, prevalsa sui campioni uscenti con un gol di Charisteas.
Dopo 120' di gioco non si sblocca la parità tra Svezia e Paesi Bassi, decretando il ricorso ai rigori: protagonista della segnatura decisiva, dopo gli errori commessi da Ibrahimović, Cocu e Mellberg, è l'olandese Robben.
Benché netta nel punteggio, l'affermazione ceca contro la Danimarca maturò solamente nel secondo tempo con rete di Koller e doppietta di Baroš.

#### Semifinali
Le partite delle semifinali Portogallo-Paesi Bassi e Grecia-Rep. Ceca
Un successo di misura a danno degli Oranje, con l'autogol di Andrade che fece seguito alle marcature di Cristiano Ronaldo e Maniche, valse ai padroni di casa il primo approdo alla finalissima dopo le eliminazioni al penultimo atto subite nel 1984 e 2000.
L'altra semifinale vede la vittoria della Grecia ai tempi supplementari contro la Repubblica Ceca grazie al silver goal di Dellas al primo minuto di recupero del primo tempo supplementare. Gli ellenici, così come i lusitani, conseguirono la prima partecipazione alla finale ottenendo, così facendo, un'inedita finale.

#### Finale

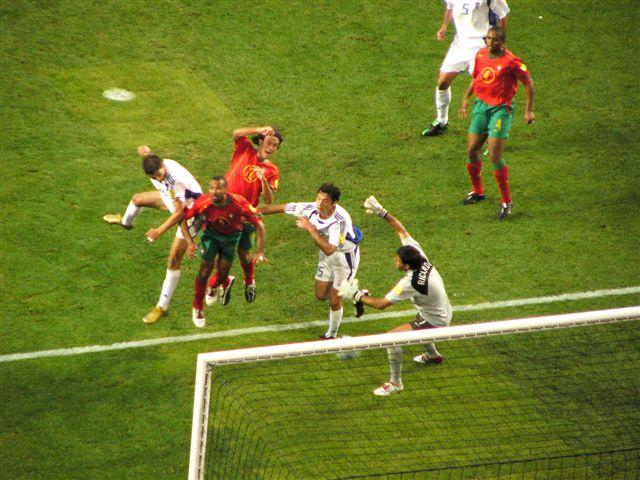
Il gol decisivo di Charisteas nella finalissima di Lisbona

Il 4 luglio 2004, nella capitale lusitana, la Grecia scrisse una tra le più inattese pagine nella storia del campionato d'Europa: un gol di Charisteas piegò infatti la resistenza dei portoghesi, già capitolati contro la rivale ellenica nella partita inaugurale.
Conquistato nella circostanza l'unico trofeo del proprio palmarès, gli uomini di Otto Rehhagel, sessantacinquenne al momento della vittoria, riportarono anche un biglietto per la Confederations Cup 2005 in veste di campioni continentali.

## Risultati

### Fase a gironi

#### Gruppo A

##### Classifica
| Pos. | Squadra    | Pt | G | V | N | P | GF | GS | DR |
| ---- | ---------- | -- | - | - | - | - | -- | -- | -- |
| 1.   | Portogallo | 6  | 3 | 2 | 0 | 1 | 4  | 2  | +2 |
| 2.   | Grecia     | 4  | 3 | 1 | 1 | 1 | 4  | 4  | 0  |
| 3.   | Spagna     | 4  | 3 | 1 | 1 | 1 | 2  | 2  | 0  |
| 4.   | Russia     | 3  | 3 | 1 | 0 | 2 | 2  | 4  | −2 |

##### Incontri
| Arbitro: | Collina |

|                  |           |                                  |
| C. Ronaldo 90+3’ | Marcatori | 6’ Karagounis 51’ (rig.) Basinas |

| Arbitro: | Meier |

|             |           |  |
| Valerón 60’ | Marcatori |  |

| Arbitro: | Michel' |

|                |           |               |
| Charisteas 66’ | Marcatori | 28’ Morientes |

| Arbitro: | Hauge |

|  |           |                          |
|  | Marcatori | 7’ Maniche 89’ Rui Costa |

| Arbitro: | Frisk |

|  |           |                |
|  | Marcatori | 57’ Nuno Gomes |

| Arbitro: | Veissière |

|                          |           |            |
| Kiričenko 2’ Bulykin 17’ | Marcatori | 43’ Vryzas |

#### Gruppo B

##### Classifica
| Pos. | Squadra     | Pt | G | V | N | P | GF | GS | DR |
| ---- | ----------- | -- | - | - | - | - | -- | -- | -- |
| 1.   | Francia     | 7  | 3 | 2 | 1 | 0 | 7  | 4  | +3 |
| 2.   | Inghilterra | 6  | 3 | 2 | 0 | 1 | 8  | 4  | +4 |
| 3.   | Croazia     | 2  | 3 | 0 | 2 | 1 | 4  | 6  | −2 |
| 4.   | Svizzera    | 1  | 3 | 0 | 1 | 2 | 1  | 6  | −5 |

##### Incontri
| Leiria 13 giugno 2004, ore 17:00 CEST | Svizzera        | 0 – 0 referto | Croazia | Estádio Dr. Magalhães Pessoa (24 090 spett.)\| Arbitro: \| Lucílio Batista \| |
| Arbitro:                              | Lucílio Batista |               |         |                                                                               |

| Arbitro: | Merk |

|                           |           |             |
| Zidane 90+1’ 90+3’ (rig.) | Marcatori | 38’ Lampard |

| Arbitro: | Ivanov |

|                            |           |  |
| Rooney 23’ 72’ Gerrard 82’ | Marcatori |  |

| Arbitro: | Nielsen |

|                            |           |                                |
| Rapaić 48’ (rig.) Pršo 52’ | Marcatori | 22’ (aut.) Tudor 64’ Trezeguet |

| Arbitro: | Collina |

|                       |           |                                          |
| N. Kovač 5’ Tudor 73’ | Marcatori | 40’ Scholes 45+1’ 68’ Rooney 79’ Lampard |

| Arbitro: | Michel' |

|                |           |                          |
| Vonlanthen 26’ | Marcatori | 20’ Zidane 76’ 84’ Henry |

#### Gruppo C

##### Classifica
| Pos. | Squadra   | Pt | G | V | N | P | GF | GS | DR |
| ---- | --------- | -- | - | - | - | - | -- | -- | -- |
| 1.   | Svezia    | 5  | 3 | 1 | 2 | 0 | 8  | 3  | +5 |
| 2.   | Danimarca | 5  | 3 | 1 | 2 | 0 | 4  | 2  | +2 |
| 3.   | Italia    | 5  | 3 | 1 | 2 | 0 | 3  | 2  | +1 |
| 4.   | Bulgaria  | 0  | 3 | 0 | 0 | 3 | 1  | 9  | −8 |

##### Incontri
| Guimarães 14 giugno 2004, ore 17:00 CEST | Danimarca       | 0 – 0 referto | Italia | Estádio D. Afonso Henriques (29 595 spett.)\| Arbitro: \| Mejuto González \| |
| Arbitro:                                 | Mejuto González |               |        |                                                                              |

| Arbitro: | Riley |

|                                                                    |           |  |
| Ljungberg 32’ Larsson 57’ 58’ Ibrahimović 78’ (rig.) Allbäck 90+1’ | Marcatori |  |

| Arbitro: | Batista |

|  |           |                             |
|  | Marcatori | 44’ Tomasson 90+2’ Grønkjær |

| Arbitro: | Meier |

|             |           |                 |
| Cassano 37’ | Marcatori | 85’ Ibrahimović |

| Arbitro: | Ivanov |

|                            |           |                      |
| Perrotta 48’ Cassano 90+4’ | Marcatori | 45’ (rig.) M. Petrov |

| Arbitro: | Merk |

|                  |           |                               |
| Tomasson 28’ 66’ | Marcatori | 47’ (rig.) Larsson 89’ Jonson |

#### Gruppo D

##### Classifica
| Pos. | Squadra     | Pt | G | V | N | P | GF | GS | DR |
| ---- | ----------- | -- | - | - | - | - | -- | -- | -- |
| 1.   | Rep. Ceca   | 9  | 3 | 3 | 0 | 0 | 7  | 4  | +3 |
| 2.   | Paesi Bassi | 4  | 3 | 1 | 1 | 1 | 6  | 4  | +2 |
| 3.   | Germania    | 2  | 3 | 0 | 2 | 1 | 2  | 3  | −1 |
| 4.   | Lettonia    | 1  | 3 | 0 | 1 | 2 | 1  | 5  | −4 |

##### Incontri
| Arbitro: | Veissière |

|                     |           |                    |
| Baroš 73’ Heinz 85’ | Marcatori | 45+1’ Verpakovskis |

| Arbitro: | Frisk |

|            |           |                    |
| Frings 30’ | Marcatori | 81’ Van Nistelrooy |

| Porto 19 giugno 2004, ore 17:00 CEST | Lettonia | 0 – 0 referto | Germania | Estádio do Bessa Século XXI (22 344 spett.)\| Arbitro: \| Riley \| |
| Arbitro:                             | Riley    |               |          |                                                                    |

| Arbitro: | Mejuto González |

|                             |           |                                 |
| Bouma 4’ Van Nistelrooy 19’ | Marcatori | 23’ Koller 71’ Baroš 88’ Šmicer |

| Arbitro: | Nielsen |

|                                          |           |  |
| Van Nistelrooy 27’ (rig.) 35’ Makaay 84’ | Marcatori |  |

| Arbitro: | Hauge |

|             |           |                     |
| Ballack 21’ | Marcatori | 30’ Heinz 77’ Baroš |

### Fase a eliminazione diretta

#### Tabellone
Albero della 
|  | Quarti di finale | Quarti di finale  | Quarti di finale |             |             | Semifinali  | Semifinali | Semifinali |  |  | Finale | Finale | Finale |  |
|  |                  |                   |                  |             |             |             |            |            |  |  |        |        |        |  |
|  | 1A               | Portogallo (dtr)  | 2 (6)            |             |             |             |            |            |  |  |        |        |        |  |
|  | 1A               | Portogallo (dtr)  | 2 (6)            |             |             |             |            |            |  |  |        |        |        |  |
|  | 2B               | Inghilterra       | 2 (5)            |             |             |             |            |            |  |  |        |        |        |  |
|  | 2B               | Inghilterra       | 2 (5)            |             | Portogallo  | Portogallo  | 2          |            |  |  |        |        |        |  |
|  |                  |                   |                  |             | Portogallo  | Portogallo  | 2          |            |  |  |        |        |        |  |
|  |                  |                   | Paesi Bassi      | Paesi Bassi | 1           |             |            |            |  |  |        |        |        |  |
|  | 1C               | Svezia            | Paesi Bassi      | Paesi Bassi | 1           | 0 (4)       |            |            |  |  |        |        |        |  |
|  | 1C               | Svezia            |                  |             |             |             |            |            |  |  |        |        |        |  |
|  | 2D               | Paesi Bassi (dtr) | 0 (5)            |             |             |             |            |            |  |  |        |        |        |  |
|  | 2D               | Paesi Bassi (dtr) | 0 (5)            |             | Portogallo  | Portogallo  | 0          |            |  |  |        |        |        |  |
|  |                  |                   |                  |             |             |             |            |            |  |  |        |        |        |  |
|  |                  |                   | Grecia           | Grecia      | 1           |             |            |            |  |  |        |        |        |  |
|  | 1B               | Francia           | Grecia           | Grecia      | 1           | 0           |            |            |  |  |        |        |        |  |
|  | 1B               | Francia           |                  |             |             |             |            |            |  |  |        |        |        |  |
|  | 2A               | Grecia            | 1                |             |             |             |            |            |  |  |        |        |        |  |
|  | 2A               | Grecia            | 1                |             | Grecia (sg) | Grecia (sg) | 1          |            |  |  |        |        |        |  |
|  |                  |                   |                  |             | Grecia (sg) | Grecia (sg) | 1          |            |  |  |        |        |        |  |
|  |                  |                   | Rep. Ceca        | Rep. Ceca   | 0           |             |            |            |  |  |        |        |        |  |
|  | 1D               | Rep. Ceca         | Rep. Ceca        | Rep. Ceca   | 0           | 3           |            |            |  |  |        |        |        |  |
|  | 1D               | Rep. Ceca         |                  |             |             |             |            |            |  |  |        |        |        |  |
|  | 2C               | Danimarca         | 0                |             |             |             |            |            |  |  |        |        |        |  |

#### Quarti di finale
| Arbitro: | Meier |

|                                                         |                      |                                                    |
| Postiga 83’ Rui Costa 110’                              | Marcatori            | 3’ Owen 115’ Lampard                               |
| Deco Simão Rui Costa C. Ronaldo Maniche Postiga Ricardo | Tiri di rigore 6 – 5 | Beckham Owen Lampard Terry Hargreaves Cole Vassell |

| Arbitro: | Frisk |

|  |           |                |
|  | Marcatori | 65’ Charisteas |

| Arbitro: | Michel' |

|                                                              |                      |                                                     |
| Källström Larsson Ibrahimović Ljungberg Wilhelmsson Mellberg | Tiri di rigore 4 – 5 | Van Nistelrooy Heitinga Reiziger Cocu Makaay Robben |

| Arbitro: | Ivanov |

|                          |           |  |
| Koller 49’ Baroš 63’ 65’ | Marcatori |  |

#### Semifinali
| Arbitro: | Frisk |

|                            |           |                    |
| C. Ronaldo 26’ Maniche 58’ | Marcatori | 63’ (aut.) Andrade |

| Arbitro: | Collina |

|                    |           |  |
| Dellas 105+1’ (sg) | Marcatori |  |

#### Finale
| Arbitro: | Merk |

|  |           |                |
|  | Marcatori | 57’ Charisteas |

## Statistiche
Squadra ideale del torneo scelta dalla UEFA:
- Portieri: Petr Čech, Antōnīs Nikopolidīs
- Difensori: Sol Campbell, Ashley Cole, Traïanos Dellas, Olof Mellberg, Ricardo Carvalho, Geōrgios Seïtaridīs, Gianluca Zambrotta
- Centrocampisti: Michael Ballack, Luís Figo, Frank Lampard, Maniche, Pavel Nedvěd, Theodōros Zagorakīs, Zinédine Zidane, Milan Baroš
- Attaccanti: Angelos Charisteas, Henrik Larsson, Cristiano Ronaldo, Wayne Rooney, Jon Dahl Tomasson, Ruud van Nistelrooij

### Classifica marcatori
5 reti
- Milan Baros

4 reti
- Wayne Rooney
- Ruud van Nistelrooy (1 rig.)

3 reti
- Jon Dahl Tomasson
- Zinédine Zidane (1 rig.)
- Angelos Charisteas

- Frank Lampard
- Henrik Larsson (1 rig.)

2 reti
- Thierry Henry
- Antonio Cassano
- Cristiano Ronaldo

- Maniche
- Rui Costa
- Marek Heinz

- Jan Koller
- Zlatan Ibrahimović (1 rig.)

1 rete
- Martin Petrov (1 rig.)
- Niko Kovač
- Dado Pršo
- Milan Rapaić (1 rig.)
- Igor Tudor
- Jesper Grønkjær
- David Trezeguet
- Michael Ballack
- Torsten Frings
- Traïanos Dellas
- Giōrgos Karagkounīs

- Aggelos Mpasinas (1 rig.)
- Zīsīs Vryzas
- Steven Gerrard
- Michael Owen
- Paul Scholes
- Simone Perrotta
- Māris Verpakovskis
- Wilfred Bouma
- Roy Makaay
- Hélder Postiga
- Nuno Gomes

- Vladimír Šmicer
- Dmitrij Bulykin
- Dmitrij Kiričenko
- Fernando Morientes
- Juan Carlos Valerón
- Marcus Allbäck
- Mattias Jonson
- Fredrik Ljungberg
- Johan Vonlanthen

Autoreti
- Igor Tudor (1, pro  Francia)
- Jorge Andrade (1, pro  Paesi Bassi)

### Record
- Gol più veloce:  Dmitrij Kiričenko (Russia-Grecia, fase a gironi, 20 giugno, 2°)
- Gol più lento:  Frank Lampard (Portogallo-Inghilterra, quarti di finale, 24 giugno, 115°)
- Primo gol:  Giorgios Karagounis (Portogallo-Grecia, gara inaugurale, 12 giugno, 7°)
- Ultimo gol:  Angelos Charisteas (Portogallo-Grecia, finale, 4 luglio, 57°)
- Miglior attacco:  Inghilterra e  Rep. Ceca (10 reti segnate)
- Peggior attacco:  Svizzera,  Bulgaria e  Lettonia (1 rete segnata)
- Miglior difesa:  Spagna e  Italia (2 reti subite)
- Peggior difesa:  Bulgaria (9 reti subite)
- Miglior differenza reti:  Svezia (+5)
- Partita con il maggior numero di gol:  Croazia-Inghilterra  2-4 (fase a gironi, 21 giugno, 6 gol)
- Partita con il maggior scarto di gol:  Svezia-Bulgaria  5-0 (fase a gironi, 14 giugno, 5 gol di scarto)

## Premi
- Miglior marcatore:  Milan Baroš (5)
- Miglior giocatore:  Theodōros Zagorakīs
- Miglior portiere:  Antōnīs Nikopolidīs

Migliori 11
Formazione dei migliori 11 giocatori del torneo, selezionata dalla UEFA:
| Portieri  | Difensori                                                               | Centrocampisti                           | Attaccanti                                 |
| --------- | ----------------------------------------------------------------------- | ---------------------------------------- | ------------------------------------------ |
| Petr Čech | Gianluca Zambrotta Traïanos Dellas Giourkas Seitaridis Ricardo Carvalho | Maniche Pavel Nedvěd Theodōros Zagorakīs | Milan Baroš Cristiano Ronaldo Wayne Rooney |

## La squadra vincitrice
La squadra greca campione d'Europa 2004.
| Grecia                             | Grecia                 | Grecia          |
| Numero                             | Giocatore              | Squadra 2004    |
| Portieri                           | Portieri               | Portieri        |
| ---------------------------------- | ---------------------- | --------------- |
| 1                                  | Antōnīs Nikopolidīs    | Panathīnaïkos   |
| 12                                 | Konstantinos Chalkias  | Panathīnaïkos   |
| 13                                 | Fanīs Katergiannakīs   | Olympiacos      |
| Difensori                          |                        |                 |
| 4                                  | Nikos Dabizas          | Leicester City  |
| 5                                  | Traïanos Dellas        | Roma            |
| 14                                 | Takis Fyssas           | Benfica         |
| 18                                 | Giannīs Gkoumas        | Panathīnaïkos   |
| 19                                 | Michalīs Kapsīs        | AEK Atene       |
| 2                                  | Geōrgios Seïtaridīs    | Panathīnaïkos   |
| 3                                  | Stelios Venetidis      | Olympiacos      |
| Centrocampisti                     |                        |                 |
| 6                                  | Aggelos Mpasinas       | Panathīnaïkos   |
| 17                                 | Giorgios Geōrgiadīs    | Olympiacos      |
| 8                                  | Stelios Giannakopoulos | Bolton          |
| 16                                 | Pantelīs Kafes         | Olympiacos      |
| 20                                 | Giōrgos Karagkounīs    | Inter           |
| 21                                 | Kōstas Katsouranīs     | AEK Atene       |
| 23                                 | Vasilīs Lakīs          | AEK Atene       |
| 10                                 | Vasilīs Tsiartas       | AEK Atene       |
| 7                                  | Theodōros Zagorakīs    | AEK Atene       |
| Attaccanti                         |                        |                 |
| 9                                  | Angelos Charisteas     | Werder Brema    |
| 11                                 | Demis Nikolaidis       | Atlético Madrid |
| 22                                 | Dīmītrios Papadopoulos | Panathīnaïkos   |
| 15                                 | Zīsīs Vryzas           | Fiorentina      |
| Commissario tecnico: Otto Rehhagel |                        |                 |

## Arbitri e assistenti
| Nazione     | Arbitro                 | Assistenti          | Assistenti           |
| ----------- | ----------------------- | ------------------- | -------------------- |
| Danimarca   | Kim Milton Nielsen      | Lens Larsen         | Joergen Jepsen       |
| Francia     | Gilles Veissière        | Frédéric Arnault    | Serge Vallin         |
| Germania    | Markus Merk             | Christian Schraer   | Jan-Henrik Salver    |
| Inghilterra | Mike Riley              | Philip Sharp        | Glenn Turner         |
| Italia      | Pierluigi Collina       | Marco Ivaldi        | Narciso Pisacreta    |
| Norvegia    | Terje Hauge             | Steinar Holvik      | Ole Hermann Borgan   |
| Portogallo  | Lucílio Cardoso Batista | Paulo Jorge Ribeiro | José Manuel Cardinal |
| Russia      | Valentin Ivanov         | Gennady Krasyuk     | Vladimir Eniutin     |
| Slovacchia  | Ľuboš Micheľ            | Igor Sramka         | Martin Balko         |
| Spagna      | Manuel Mejuto González  | Oscar Martínez      | Rafael Guerrero      |
| Svezia      | Anders Frisk            | Kenneth Petersson   | Peter Ekstrom        |
| Svizzera    | Urs Meier               | Francesco Buragina  | Rudolf Kappeli       |